# Campionati mondiali di slittino 2024
I Campionati mondiali di slittino 2024 furono la cinquantaduesima edizione della rassegna iridata dello slittino, manifestazione organizzata negli anni non olimpici dalla Federazione Internazionale Slittino. Si tennero dal 26 al 28 gennaio 2024 ad Altenberg, in Germania, sull'Eiskanal Altenberg, la stessa pista sulla quale si svolsero le competizioni mondiali del 1996 e del 2012; furono disputate gare in nove differenti specialità: nel singolo femminile, nel singolo maschile, nel doppio femminile, nel doppio maschile, nelle stesse quattro prove dello sprint e nella gara a squadre.
Anche per questa edizione dei mondiali, come già accaduto in quella precedente, nessuno slittinista russo poté prendere parte alle gare; il congresso della FIL confermò infatti la decisione presa dal proprio comitato esecutivo, che escluse gli atleti russi da tutte le competizioni disputate sotto la sua egida a causa dell'invasione dell'Ucraina da parte della Russia.
In questa rassegna iridata, come ormai da prassi iniziata nell'edizione di Cesana Torinese 2011, furono altresì attribuiti i titoli mondiali under 23 con la modalità della "gara nella gara", premiando gli atleti meglio piazzati nelle prove "classiche" del singolo e del doppio.
Vincitrice del medagliere fu la nazionale austriaca, che conquistò quattro titoli sui nove in palio e nove medaglie delle ventisette assegnate in totale: quelle d'oro furono ottenute da Lisa Schulte nel singolo femminile, da David Gleirscher nel singolo sprint uomini, da Selina Egle e Lara Kipp nel doppio donne, da Juri Gatt e Riccardo Schöpf nel doppio uomini; nella gara del singolo sprint donne la vittoria andò alla tedesca Julia Taubitz, in quella del singolo maschile al connazionale Max Langenhan e gli stessi Taubitz e Langenhan, con Dajana Eitberger, Saskia Schirmer, Tobias Wendl e Tobias Arlt primeggiarono nella prova a squadre, le italiane Andrea Vötter e Marion Oberhofer trionfarono nel doppio sprint femminile ed i lettoni Mārtiņš Bots e Roberts Plūme nel doppio sprint maschile.
Gli unici atleti che riuscirono a salire per tre volte sul podio in questi campionati mondiali furono i tedeschi Julia Taubitz e Max Langenhan e le lettoni Anda Upīte e Zane Kaluma; due medaglie le ottennero gli altri teutonici Tobias Wendl e Tobias Arlt, gli austriaci Juri Gatt, Riccardo Schöpf, Thomas Steu e Wolfgang Kindl ed i lettoni Mārtiņš Bots, Roberts Plūme, Elīna Ieva Vītola e Kristers Aparjods.

## Risultati

### Singolo donne
La gara fu disputata il 28 gennaio 2024 nell'arco di due manches e presero parte alla competizione 36 atlete in rappresentanza di 17 differenti nazioni. Campionessa uscente era la tedesca Anna Berreiter, che concluse la prova al ventiquattresimo posto, ed il titolo fu conquistato dall'austriaca Lisa Schulte, al suo primo podio iridato nella specialità, davanti alla teutonica Julia Taubitz, già campionessa del mondo nel singolo a Schönau am Königssee 2021, ed alla connazionale Madeleine Egle, anch'essa per la prima volta a medaglia ai mondiali in questo evento.
La speciale classifica riservata alle atlete under 23 vide primeggiare la tedesca Merle Fräbel sull'italiana Verena Hofer e sulla connazionale Melina Fischer, classificatesi rispettivamente quinta, undicesima e dodicesima nella gara senior.
| Pos. | Atlete            | Nazione     | Tempo    | Distacco |
| ---- | ----------------- | ----------- | -------- | -------- |
|      | Lisa Schulte      | Austria     | 1'43"901 | –        |
|      | Julia Taubitz     | Germania    | 1'44"005 | +0"104   |
|      | Madeleine Egle    | Austria     | 1'44"076 | +0"175   |
| 4    | Elīna Ieva Vītola | Lettonia    | 1'44"199 | +0"298   |
| 5    | Merle Fräbel      | Germania    | 1'44"225 | +0"324   |
| 6    | Kendija Aparjode  | Lettonia    | 1'44"413 | +0"512   |
| 7    | Natalie Maag      | Svizzera    | 1'44"489 | +0"588   |
| 8    | Summer Britcher   | Stati Uniti | 1'44"581 | +0"680   |
| 9    | Sandra Robatscher | Italia      | 1'44"658 | +0"757   |
| 10   | Hannah Prock      | Austria     | 1'44"664 | +0"763   |

### Singolo uomini
La gara fu disputata il 27 gennaio 2024 nell'arco di due manches e presero parte alla competizione 36 atleti in rappresentanza di 16 differenti nazioni; campione uscente era l'austriaco Jonas Müller, che concluse la prova al sesto posto, ed il titolo fu conquistato dal tedesco Max Langenhan, già medaglia d'argento nel medesimo evento ad Oberhof 2023, davanti all'altro austriaco Nico Gleirscher, al suo primo podio iridato nella specialità, ed al connazionale Felix Loch, già sei volte campione del mondo nel singolo.
La speciale classifica riservata agli atleti under 23 vide primeggiare il tedesco Timon Grancagnolo sul lettone Gints Bērziņš e sull'italiano Alex Gufler, classificatisi rispettivamente decimo, undicesimo e diciassettesimo nella gara senior.
| Pos. | Atleti             | Nazione     | Tempo    | Distacco |
| ---- | ------------------ | ----------- | -------- | -------- |
|      | Max Langenhan      | Germania    | 1'47"813 | –        |
|      | Nico Gleirscher    | Austria     | 1'48"574 | +0"761   |
|      | Felix Loch         | Germania    | 1'48"630 | +0"817   |
| 4    | Tucker West        | Stati Uniti | 1'48"695 | +0"882   |
| 5    | Alexander Ferlazzo | Australia   | 1'48"805 | +0"992   |
| 6    | Jonas Müller       | Austria     | 1'48"850 | +1"037   |
| 7    | David Gleirscher   | Austria     | 1'48"924 | +1"111   |
| 8    | Leon Felderer      | Italia      | 1'49"022 | +1"209   |
| 9    | Jonathan Gustafson | Stati Uniti | 1'49"080 | +1"267   |
| 10   | Timon Grancagnolo  | Germania    | 1'49"136 | +1"323   |

### Doppio donne
La gara fu disputata il 27 gennaio 2024 nell'arco di due manches e presero parte alla competizione 32 atlete in rappresentanza di 10 differenti nazioni; campionesse uscenti erano le tedesche Jessica Degenhardt e Cheyenne Rosenthal, che conclusero la prova al tredicesimo posto, ed il titolo fu conquistato dalle austriache Selina Egle e Lara Kipp, già argento mondiale in questo evento ad Oberhof 2023, davanti alle lettoni Anda Upīte e Zane Kaluma, al loro primo podio iridato nella specialità, ed alle statunitensi Chevonne Forgan e Sophia Kirkby, già medaglie di bronzo nella prima edizione dei campionati mondiali nel doppio femminile a Winterberg 2022.
La speciale classifica riservata alle atlete under 23 vide primeggiare le austriache Selina Egle e Lara Kipp sulle statunitensi Maya Chan e Reannyn Weiler e sulle ceche Anna Čežíková e Lucie Jansová, classificatesi rispettivamente prime, quinte ed ottave nella gara senior.
| Pos. | Atlete                                       | Nazione     | Tempo    | Distacco |
| ---- | -------------------------------------------- | ----------- | -------- | -------- |
|      | Selina Egle Lara Kipp                        | Austria     | 1'24"761 | –        |
|      | Anda Upīte Zane Kaluma                       | Lettonia    | 1'24"811 | +0"050   |
|      | Chevonne Forgan Sophia Kirkby                | Stati Uniti | 1'24"897 | +0"136   |
| 4    | Andrea Vötter Marion Oberhofer               | Italia      | 1'24"982 | +0"221   |
| 5    | Maya Chan Reannyn Weiler                     | Stati Uniti | 1'25"158 | +0"397   |
| 6    | Dajana Eitberger Saskia Schirmer             | Germania    | 1'25"604 | +0"843   |
| 7    | Raluca Strămăturaru Mihaela-Carmen Manolescu | Romania     | 1'26"075 | +1"314   |
| 8    | Anna Čežíková Lucie Jansová                  | Rep. Ceca   | 1'26"222 | +1"461   |
| 9    | Adikeyoumu Gulijienaiti Zhao Jiaying         | Cina        | 1'26"250 | +1"489   |
| 10   | Viktorija Ziediņa Selīna Zvilna              | Lettonia    | 1'26"922 | +2"161   |

### Doppio uomini
La gara fu disputata il 27 gennaio 2024 nell'arco di due manches e presero parte alla competizione 52 atleti in rappresentanza di 12 differenti nazioni; campioni uscenti erano i tedeschi Toni Eggert e Sascha Benecken, non presenti alla prova, ed il titolo fu conquistato dagli austriaci Juri Gatt e Riccardo Schöpf, al loro primo podio iridato nella specialità, davanti ai connazionali Thomas Steu e Wolfgang Kindl, il primo già  medaglia di bronzo a Winterberg 2019 con il precedente compagno Lorenz Koller, ed ai teutonici Tobias Wendl e Tobias Arlt, già tre volte campioni del mondo in questo evento.
La speciale classifica riservata agli atleti under 23 vide primeggiare gli  austriaci Juri Gatt e Riccardo Schöpf sui lettoni Eduards Ševics-Mikeļševics e Lūkass Krasts e sugli statunitensi Marcus Mueller e Ansel Haugsjaa, classificatisi rispettivamente primi, quarti e tredicesimi nella gara senior.
| Pos. | Atleti                                   | Nazione     | Tempo    | Distacco |
| ---- | ---------------------------------------- | ----------- | -------- | -------- |
|      | Juri Gatt Riccardo Schöpf                | Austria     | 1'22"924 | –        |
|      | Thomas Steu Wolfgang Kindl               | Austria     | 1'22"970 | +0"046   |
|      | Tobias Wendl Tobias Arlt                 | Germania    | 1'23"279 | +0"355   |
| 4    | Eduards Ševics-Mikeļševics Lūkass Krasts | Lettonia    | 1'23"516 | +0"592   |
| 5    | Yannick Müller Armin Frauscher           | Austria     | 1'23"579 | +0"655   |
| 6    | Ivan Nagler Fabian Malleier              | Italia      | 1'23"608 | +0"684   |
| 7    | Mārtiņš Bots Roberts Plūme               | Lettonia    | 1'23"675 | +0"751   |
| 8    | Hannes Orlamünder Paul Gubitz            | Germania    | 1'23"679 | +0"755   |
| 9    | Dana Kellogg Frank Ike                   | Stati Uniti | 1'24"020 | +1"096   |
| 10   | Ludwig Rieder Lukas Gufler               | Italia      | 1'24"076 | +1"152   |

### Sprint singolo donne
La gara fu disputata il 26 gennaio 2024 in un'unica manche in cui ebbero diritto a partecipare le prime 15 classificate al termine della prova di qualificazione svoltasi la mattina stessa e che vide al via 36 atlete in rappresentanza di 17 differenti nazioni; campionessa uscente era la tedesca Dajana Eitberger, non presente alla prova, ed il titolo fu conquistato dalla connazionale Julia Taubitz, già campionessa mondiale in questo evento a Schönau am Königssee 2021, davanti all'elvetica Natalie Maag ed alla lettone Elīna Ieva Vītola, entrambe al loro primo podio iridato nella specialità.
| Pos. | Atlete             | Nazione     | Tempo  | Distacco |
| ---- | ------------------ | ----------- | ------ | -------- |
|      | Julia Taubitz      | Germania    | 37"702 | –        |
|      | Natalie Maag       | Svizzera    | 37"774 | +0"072   |
|      | Elīna Ieva Vītola  | Lettonia    | 37"813 | +0"111   |
| 4    | Ashley Farquharson | Stati Uniti | 37"833 | +0"131   |
| 5    | Kendija Aparjode   | Lettonia    | 37"854 | +0"152   |
| 6    | Sandra Robatscher  | Italia      | 37"872 | +0"170   |
| 7    | Merle Fräbel       | Germania    | 37"918 | +0"216   |
| 8    | Summer Britcher    | Stati Uniti | 37"923 | +0"221   |
| 9    | Madeleine Egle     | Austria     | 37"934 | +0"232   |
| 10   | Lisa Schulte       | Austria     | 37"946 | +0"244   |

### Sprint singolo uomini
La gara fu disputata il 26 gennaio 2024 in un'unica manche in cui ebbero diritto a partecipare i primi 15 classificati al termine della prova di qualificazione svoltasi la mattina stessa e che vide al via 36 atleti in rappresentanza di 16 differenti nazioni; campione uscente era il tedesco Felix Loch, che concluse la prova al quarto posto, ed il titolo fu conquistato dall'austriaco David Gleirscher, già altre due volte sul podio mondiale in questo evento, davanti all'altro tedesco Max Langenhan, anch'egli già un'altra volta a medaglia nella gara sprint, ed al lettone Kristers Aparjods, al suo primo podio iridato nella specialità.
| Pos. | Atleti            | Nazione     | Tempo  | Distacco |
| ---- | ----------------- | ----------- | ------ | -------- |
|      | David Gleirscher  | Austria     | 33"001 | –        |
|      | Max Langenhan     | Germania    | 33"071 | +0"070   |
|      | Kristers Aparjods | Lettonia    | 33"124 | +0"123   |
| 4    | Felix Loch        | Germania    | 33"164 | +0"163   |
| 5    | Wolfgang Kindl    | Austria     | 33"239 | +0"238   |
| 6    | Nico Gleirscher   | Austria     | 33"260 | +0"259   |
| 7    | Jonas Müller      | Austria     | 33"275 | +0"274   |
| 8    | Jozef Ninis       | Slovacchia  | 33"350 | +0"349   |
| 9    | Tucker West       | Stati Uniti | 33"397 | +0"396   |
| 10   | Gints Bērziņš     | Lettonia    | 33"442 | +0"441   |

### Sprint doppio donne
La gara fu disputata il 26 gennaio 2024 in un'unica manche in cui ebbero diritto a partecipare i primi 15 doppi classificati al termine della prova di qualificazione svoltasi la mattina stessa e che vide al via 32 atlete in rappresentanza di 10 differenti nazioni; campionesse uscenti erano le tedesche Jessica Degenhardt e Cheyenne Rosenthal, che conclusero la prova al quattordicesimo posto, ed il titolo fu conquistato dalle italiane Andrea Vötter e Marion Oberhofer, già medaglie di bronzo mondiali in questo evento ad Oberhof 2023, davanti alle due coppie lettoni formate da Anda Upīte e Zane Kaluma e da Marta Robežniece e Kitija Bogdanova, tutte al loro primo podio iridato nella specialità.
| Pos. | Atlete                                       | Nazione     | Tempo  | Distacco |
| ---- | -------------------------------------------- | ----------- | ------ | -------- |
|      | Andrea Vötter Marion Oberhofer               | Italia      | 28"421 | –        |
|      | Anda Upīte Zane Kaluma                       | Lettonia    | 28"438 | +0"017   |
|      | Marta Robežniece Kitija Bogdanova            | Lettonia    | 28"467 | +0"046   |
| 4    | Maya Chan Reannyn Weiler                     | Stati Uniti | 28"482 | +0"061   |
| 5    | Dajana Eitberger Saskia Schirmer             | Germania    | 28"506 | +0"085   |
| 6    | Chevonne Forgan Sophia Kirkby                | Stati Uniti | 28"595 | +0"174   |
| 7    | Elisa-Marie Storch Pauline Patz              | Germania    | 28"613 | +0"192   |
| 8    | Selina Egle Lara Kipp                        | Austria     | 28"849 | +0"428   |
| 9    | Raluca Strămăturaru Mihaela-Carmen Manolescu | Romania     | 28"928 | +0"507   |
| 10   | Adikeyoumu Gulijienaiti Zhao Jiaying         | Cina        | 29"053 | +0"632   |

### Sprint doppio uomini
La gara fu disputata il 28 gennaio 2024 in un'unica manche in cui ebbero diritto a partecipare i primi 15 doppi classificati al termine della prova di qualificazione svoltasi la mattina stessa e che vide al via 52 atleti in rappresentanza di 12 differenti nazioni; campioni uscenti erano i tedeschi Toni Eggert e Sascha Benecken, non presenti alla prova, ed il titolo fu conquistato dai lettoni Mārtiņš Bots e Roberts Plūme, davanti alle due coppie austriache formate da Thomas Steu e Wolfgang Kindl e da Juri Gatt e Riccardo Schöpf, tutti quanti al loro primo podio iridato nella specialità, ad eccezione di Thomas Steu che conquistò il bronzo a Winterberg 2019 con il precedente compagno Lorenz Koller.
| Pos. | Atleti                                   | Nazione  | Tempo  | Distacco |
| ---- | ---------------------------------------- | -------- | ------ | -------- |
|      | Mārtiņš Bots Roberts Plūme               | Lettonia | 27"863 | –        |
|      | Thomas Steu Wolfgang Kindl               | Austria  | 27"895 | +0"032   |
|      | Juri Gatt Riccardo Schöpf                | Austria  | 27"973 | +0"110   |
| 4    | Ivan Nagler Fabian Malleier              | Italia   | 27"998 | +0"135   |
| 5    | Emanuel Rieder Simon Kainzwaldner        | Italia   | 28"032 | +0"169   |
| 6    | Hannes Orlamünder Paul Gubitz            | Germania | 28"081 | +0"218   |
| 7    | Tobias Wendl Tobias Arlt                 | Germania | 28"131 | +0"268   |
| 8    | Raimonds Baltgalvis Vitālijs Jegorovs    | Lettonia | 28"175 | +0"312   |
| 9    | Ludwig Rieder Lukas Gufler               | Italia   | 28"223 | +0"360   |
| 10   | Eduards Ševics-Mikeļševics Lūkass Krasts | Lettonia | 28"267 | +0"404   |

### Gara a squadre
La gara fu disputata il 28 gennaio 2024 ed ogni squadra nazionale prese parte alla competizione con un'unica formazione; nello specifico la prova vide la partenza di una "staffetta" composta da una singolarista donna, un doppio maschile, un singolarista uomo ed un doppio femminile, che scesero lungo il tracciato consecutivamente senza interruzione dei tempi tra un componente e l'altro per ognuna delle 9 formazioni in gara; il tempo totale così ottenuto laureò campione la nazionale tedesca di Julia Taubitz, Tobias Wendl, Tobias Arlt, Max Langenhan, Dajana Eitberger e Saskia Schirmer davanti alla squadra statunitense composta da Summer Britcher, Dana Kellogg, Frank Ike, Tucker West, Chevonne Forgan e Sophia Kirkby ed a quella lettone formata da Elīna Ieva Vītola, Mārtiņš Bots, Roberts Plūme, Kristers Aparjods, Anda Upīte e Zane Kaluma.
| Pos. | Nazione     | Atleti | Tempo    | Distacco |
| ---- | ----------- | --- | -------- | -------- |
|      | Germania    | Julia Taubitz Tobias Wendl / Tobias Arlt Max Langenhan Dajana Eitberger / Saskia Schirmer                                    | 3'10"869 | –        |
|      | Stati Uniti | Summer Britcher Dana Kellogg / Frank Ike Tucker West Chevonne Forgan / Sophia Kirkby                                         | 3'11"227 | +0"358   |
|      | Lettonia    | Elīna Ieva Vītola Mārtiņš Bots / Roberts Plūme Kristers Aparjods Anda Upīte / Zane Kaluma                                    | 3'11"275 | +0"406   |
| 4    | Italia      | Sandra Robatscher Ivan Nagler / Fabian Malleier Dominik Fischnaller Andrea Vötter / Marion Oberhofer                         | 3'11"877 | +1"008   |
| 5    | Cina        | Wang Peixuan Jubayi Saikeyi / Hou Shuo Bao Zhenyu Adikeyoumu Gulijienaiti / Zhao Jiaying                                     | 3'14"413 | +3"544   |
| 6    | Austria     | Lisa Schulte Juri Gatt / Riccardo Schöpf Nico Gleirscher Selina Egle / Lara Kipp                                             | 3'14"645 | +3"776   |
| 7    | Polonia     | Klaudia Domaradzka Wojciech Chmielewski / Jakub Kowalewski Mateusz Sochowicz Nikola Domowicz / Dominika Piwkowska            | 3'14"756 | +3"887   |
| 8    | Ucraina     | Julianna Tunyc'ka Ihor Hoj / Nasarij Kačmar Anton Dukač Olena Stec'kiv / Oleksandra Moch                                     | 3'15"102 | +4"233   |
| 9    | Romania     | Ioana-Corina Buzatoiu Tudor-Ștefan Handaric / Sebastian Motzca Valentin Crețu Raluca Strămăturaru / Mihaela-Carmen Manolescu | 3'15"943 | +5"074   |

## Medagliere
| Pos.   | Nazione     | Oro | Argento | Bronzo | Totale |
| ------ | ----------- | --- | ------- | ------ | ------ |
| 1      | Austria     | 4   | 3       | 2      | 9      |
| 2      | Germania    | 3   | 2       | 2      | 7      |
| 3      | Lettonia    | 1   | 2       | 4      | 7      |
| 4      | Italia      | 1   | 0       | 0      | 1      |
| 5      | Stati Uniti | 0   | 1       | 1      | 2      |
| 6      | Svizzera    | 0   | 1       | 0      | 1      |
| Totale | Totale      | 9   | 9       | 9      | 27     |